# Valentín de Verástegui
Valentín de Verástegui Barona (Vitoria, 1789 - 1878) fue una personalidad alavesa. Se licenció en Derecho en Zaragoza. Se distinguió en la guerra de la Independencia Española. En 1823, a la entrada de los Cien Mil hijos de San Luis, fue teniente de Diputado y un año después fue Diputado general de Álava. Fue nombrado Padre de Provincia. Proclamó a Don Carlos publicando unas proclamas en las que invoca a los Fueros. Prescinde de la Diputación y crea una Junta Superior de Gobierno de la que se titula presidente. Tras la batalla de Peñacerrada (1837) se retiró de la vida pública.

## Biografía

### Entorno familiar, estudios y servicio militar
Personalidad alavesa nacida en Vitoria en 1789 en el seno de una familia acomodada afincada en Vitoria desde el siglo XV, procedente del palacio de Berástegui (Guipúzcoa), dedicándose en sus primeras generaciones al comercio de la lana. Era hijo del ex diputado general de Álava Prudencio María de Verástegui. Su madre era María Casilda de Varona y Sarabia de Rueda. Valentín se licenció en Derecho en Zaragoza. Se casó en Rivabellosa (Álava) el 11 de febrero de 1820 con su prima carnal Antonia de Ávila y Varona y tuvieron seis hijos, de los que sobrevivieron cuatro. El primogénito Manuel casó en Bilbao en 1850 con Anselma Novia de Salcedo y Ocio, hija del “padre de provincia” vizcaíno Pedro Novia de Salcedo. Su hijo Antonio casó con María del Pilar de Zavala y Ortiz de Bustamante, marquesa de Alameda y condesa de Villafuertes. Se distinguió durante la guerra de la Independencia, en la que inició la carrera militar, retirándose con el grado de capitán de Caballería, rango que ostentaba en 1818 cuando fue designado segundo alcalde de Vitoria.

### Teniente deDiputado General de Alava
En 1821, en pleno Trienio Liberal, fue nombrado comandante de uno de los dos batallones de milicias realistas que se organizaron en Álava. Tras la entrada del ejército del duque de Angulema, los Cien Mil Hijos de San Luis, en 1823, fue nombrado teniente del diputado general en las Juntas Generales celebradas en Vitoria el 25 de abril, aunque no se presentó a tomar posesión, pues se encontraba en Miranda fascinado con la llegada del duque de Angulema y su ejército, con el que entró en Vitoria el día 17. Como el propio diputado general –Diego Manuel de Arriola– tampoco se había presentado, el día 25 se hizo una nueva votación para diputado y salió Nicasio José de Velasco y Álava, que como estuvo sistemáticamente ausente en Burgos, fue Verástegui quien hizo las veces de diputado general de 1823 a 1826, al inicio de la década ominosa.

### Antiliberal y absolutista
En la familia de Valentín de Verástegui concurrían por línea paterna y materna las dos tendencias liberal y carlista de los Verástegui y de los Varona respectivamente, pero no obstante, pudo la influencia materna, que propició incluso el matrimonio de Valentín y su hermana Margarita con dos primos carnales suyos, hijos de su hermana. Los cronistas locales le retrataban como un hombre de fuerte carácter y de ideas y actitudes marcadamente antiliberales y absolutistas. Una de sus primeras medidas fue retirar el cuadro del general Álava que existía en la Diputación y retirarle el título de “padre de provincia”, al igual que a Diego Manuel de Arriola, José Joaquín de Salazar, Ramón de Zubía, Manuel de Rivaherrera y Juan Bautista Pelayo de Ceráin, es decir, los que se habían declarado como liberales en el Trienio. En efecto, durante su mandato numerosos cargos públicos y personajes destacados del trienio anterior fueron desterrados, encarcelados o ajusticiados; varias agrupaciones políticas y de pensamiento fueron suprimidas y el Teatro Vitoriano fue semidemolido por ser considerado un centro de perversión.

### Diputado general de Alava y represión del liberalismo
En las Juntas Generales de 1826 Verástegui fue elegido diputado general de Álava y teniente suyo a Fausto de Otazu, de conocido talante liberal, con lo que fue posible controlar algo los abusos de poder que había llevado a cabo Verástegui durante el anterior trienio. Pareja tan dispar como la de Verástegui, absolutista, y Otazu, liberal, fue quien recibió a SS.MM. los Reyes en Vitoria el 26 de junio de 1828. En calidad de diputado general asiste a las conferencias de las tres Diputaciones celebradas entre 1824 y 1828 en Bilbao, Vitoria y Madrid. En septiembre de 1827, durante la revuelta de los malcontents catalanes, derrotó a una partida que se había apoderado de la localidad de Ullíbarri Arrazua en apoyo del movimiento. Cesó como diputado general en noviembre de 1829, pero se mantuvo al frente de las milicias realistas de Álava, de las que era comandante general, con cargo de coronel. Esta fuerza reunía entonces cerca de nueve mil hombres; al frente de las unidades Verástegui se encargó de situar a personas de su confianza.
En 1830 evitó un intento del general Francisco Espoz y Mina de penetrar desde Francia por Navarra al frente de una partida liberal que derrotó en Vera de Bidasoa. Victorioso de nuevo, fue condecorado por el rey y elevado a la categoría de héroe popular.

### Verástegui carlista y foralista
En 1833, tras el fallecimiento del rey Fernando VII, al constatar la Diputación el peligro que corría por el alcance que tomaba la insurrección carlista en Vizcaya y puntos de Guipúzcoa, acudió a Verástegui, jefe superior de las milicias alavesas; éste dio seguridades pero el 7 de octubre de 1833 se declaró comandante en jefe de la provincia y se sublevó en Gardélegui al frente de los voluntarios realistas de Álava. Entró en Vitoria y formó a su fuerza en la plaza y proclamó a  Carlos de Borbón-Dos Sicilias publicando unas proclamas en las que invoca a los fueros.
Nombró nuevo Ayuntamiento con personas políticamente afines y, al no conseguir la adhesión de la Diputación –entonces dirigida por el liberal Íñigo Ortés de Velasco–, creó una Junta Suprema de Álava, presidida por él mismo, que asumió la labor de gobierno provincial. Ante el avance del general Sarsfield, que retomó Vitoria el 21 de noviembre, Verástegui se retiró e incorporó a su gente a las fuerzas unificadas bajo el mando de Zumalacárregui. En represalia por su participación en el levantamiento le fueron embargados todos sus bienes y su familia fue expulsada de Vitoria en 1834.

### Comandante general carlista de Alava
Valentín Verástegui encabezó el carlismo alavés durante casi toda la guerra. Fue presidente de la Junta gubernativa de Álava, luego Diputación a Guerra de Álava; ascendió a brigadier y el 23 de julio de 1836 fue nombrado comandante general de Álava. Prescinde de la Diputación y crea una Junta Superior de gobierno de la que se titula presidente. Durante la batalla de Peñacerrada, estando en Santa Cruz de Campezo, fue hecho prisionero junto con su escolta por fuerzas liberales mandadas por Martín Zurbano el 5 de septiembre de 1837. Su esposa, que estaba con él, falleció cuatro días después. Tras su captura su imagen se eclipsó.

### Alejamiento de la vida pública
Una vez terminada la guerra Verástegui se estableció en Bilbao. Volvió a afincarse en Vitoria en 1850 para continuar viviendo allí pacíficamente con su familia. En adelante permaneció alejado de la vida pública –salvo una fugaz participación como “padre de provincia” en las reuniones de las Diputaciones vascas celebradas en Vergara y Tolosa en 1864 y 1865– hasta su fallecimiento.